# جولیوس سانگ
جولیوس سانگ (انگلیسی: Julius Sang; ۳۰ ژوئن ۱۹۴۶ – ۹ آوریل ۲۰۰۴) دونده اهل کنیا بود.
از افتخارات وی میتوان به کسب مدال طلا ۴×۴۰۰ متر امدادی در بازی‌های المپیک تابستانی ۱۹۷۲ اشاره کرد. 